# 6 uur van Spa-Francorchamps 2021
De 6 uur van Spa-Francorchamps 2021 was de eerste race van het FIA World Endurance Championship-seizoen 2021. De race werd verreden op 1 mei 2021 op het Circuit de Spa-Francorchamps nabij Spa, België. Het is de eerste race waarin de Hypercar-klasse deel uitmaakte van het kampioenschap.
De race werd gewonnen door de Toyota Gazoo Racing #8 van Sébastien Buemi, Brendon Hartley en Kazuki Nakajima. De LMP2-klasse werd gewonnen door de United Autosports USA #22 van Filipe Albuquerque, Philip Hanson en Fabio Scherer. De LMP2 Pro-Am-klasse werd gewonnen door de Racing Team Nederland #29 van Frits van Eerd, Giedo van der Garde en Job van Uitert. De LMGTE Pro-klasse werd gewonnen door de Porsche GT Team #92 van Kévin Estre en Neel Jani. De LMGTE Am-klasse werd gewonnen door de AF Corse #83 van Nicklas Nielsen, François Perrodo en Alessio Rovera.

## Kwalificatie
Tijden vetgedrukt betekent de snelste tijd in die klasse.
| Pos. | Klasse      | No. | Team                      | Tijd      | Grid |
| ---- | ----------- | --- | ------------------------- | --------- | ---- |
| 1    | Hypercar    | 7   | Toyota Gazoo Racing       | 2:00.747  | 1    |
| 2    | Hypercar    | 8   | Toyota Gazoo Racing       | 2:01.266  | 2    |
| 3    | LMP2        | 22  | United Autosports USA     | 2:02.404  | 3    |
| 4    | Hypercar    | 36  | Alpine Elf Matmut         | 2:02.652  | 4    |
| 5    | LMP2        | 26  | G-Drive Racing            | 2:02.984  | 5    |
| 6    | LMP2 Pro-Am | 29  | Racing Team Nederland     | 2:03.435  | 6    |
| 7    | LMP2 Pro-Am | 70  | Realteam Racing           | 2:03.475  | 7    |
| 8    | LMP2 Pro-Am | 25  | G-Drive Racing            | 2:03.485  | 8    |
| 9    | LMP2        | 28  | Jota                      | 2:03.516  | 9    |
| 10   | LMP2        | 38  | Jota                      | 2:03.625  | 10   |
| 11   | LMP2 Pro-Am | 21  | DragonSpeed USA           | 2:03.816  | 11   |
| 12   | LMP2 Pro-Am | 24  | PR1 Motorsports           | 2:03.869  | 12   |
| 13   | LMP2        | 31  | Team WRT                  | 2:03.915  | 13   |
| 14   | LMP2        | 34  | Inter Europol Competition | 2:04.207  | 14   |
| 15   | LMP2        | 1   | Richard Mille Racing Team | 2:05.284  | 15   |
| 16   | LMP2 Pro-Am | 20  | High Class Racing         | 2:05.522  | 16   |
| 17   | LMP2 Pro-Am | 44  | ARC Bratislava            | 2:07.051  | 17   |
| 18   | LMGTE Pro   | 92  | Porsche GT Team           | 2:11.219  | 18   |
| 19   | LMGTE Pro   | 52  | AF Corse                  | 2:12.351  | 19   |
| 20   | LMGTE Pro   | 91  | Porsche GT Team           | 2:12.370  | 20   |
| 21   | LMGTE Pro   | 51  | AF Corse                  | 2:12.443  | 21   |
| 22   | LMGTE Pro   | 63  | Corvette Racing           | 2:13.106  | 22   |
| 23   | LMGTE Am    | 33  | TF Sport                  | 2:14.660  | 23   |
| 24   | LMGTE Am    | 98  | Aston Martin Racing       | 2:15.615  | 24   |
| 25   | LMGTE Am    | 88  | Dempsey-Proton Racing     | 2:16.319  | 25   |
| 26   | LMGTE Am    | 54  | AF Corse                  | 2:16.367  | 26   |
| 27   | LMGTE Am    | 83  | AF Corse                  | 2:17.560  | 27   |
| 28   | LMGTE Am    | 47  | Cetilar Racing            | 2:17.719  | 28   |
| 29   | LMGTE Am    | 85  | Iron Lynx                 | 2:18.452  | 29   |
| 30   | LMGTE Am    | 86  | GR Racing                 | 2:18.813  | 30   |
| 31   | LMGTE Am    | 60  | Iron Lynx                 | 2:20.356  | 31   |
| 32   | LMGTE Am    | 56  | Team Project 1            | Geen tijd | 32   |
| 33   | LMGTE Am    | 77  | Dempsey-Proton Racing     | Geen tijd | 33   |
| 34   | LMGTE Am    | 777 | D'Station Racing          | Geen tijd | 34   |

## Uitslag
Winnaars in hun klasse zijn vetgedrukt; Hypercar is rood, LMP2 is blauw, LMGTE Pro is groen en LMGTE Am is oranje.
| Pos. | Klasse      | No. | Team                      | Coureurs                                                 | Chassis                       | Banden | Ronden | Tijd/Reden   |
| Pos. | Klasse      | No. | Team                      | Coureurs                                                 | Motor                         | Banden | Ronden | Tijd/Reden   |
| ---- | ----------- | --- | ------------------------- | -------------------------------------------------------- | ----------------------------- | ------ | ------ | ------------ |
| 1    | Hypercar    | 8   | Toyota Gazoo Racing       | Sébastien Buemi Brendon Hartley Kazuki Nakajima          | Toyota GR010 Hybrid           | M      | 162    | 6:00:17.733  |
| 1    | Hypercar    | 8   | Toyota Gazoo Racing       | Sébastien Buemi Brendon Hartley Kazuki Nakajima          | Toyota 3.5 L Turbo V6         | M      | 162    | 6:00:17.733  |
| 2    | Hypercar    | 36  | Alpine Elf Matmut         | Nicolas Lapierre André Negrão Matthieu Vaxivière         | Alpine A480                   | M      | 162    | +1:07.196    |
| 2    | Hypercar    | 36  | Alpine Elf Matmut         | Nicolas Lapierre André Negrão Matthieu Vaxivière         | Gibson GL458 4.5 L V8         | M      | 162    | +1:07.196    |
| 3    | Hypercar    | 7   | Toyota Gazoo Racing       | Mike Conway Kamui Kobayashi José María López             | Toyota GR010 Hybrid           | M      | 161    | +1 ronde     |
| 3    | Hypercar    | 7   | Toyota Gazoo Racing       | Mike Conway Kamui Kobayashi José María López             | Toyota 3.5 L Turbo V6         | M      | 161    | +1 ronde     |
| 4    | LMP2        | 22  | United Autosports USA     | Filipe Albuquerque Philip Hanson Fabio Scherer           | Oreca 07                      | G      | 161    | +1 ronde     |
| 4    | LMP2        | 22  | United Autosports USA     | Filipe Albuquerque Philip Hanson Fabio Scherer           | Gibson GK428 4.2 L V8         | G      | 161    | +1 ronde     |
| 5    | LMP2        | 38  | Jota                      | Anthony Davidson António Félix da Costa Roberto González | Oreca 07                      | G      | 160    | +2 ronden    |
| 5    | LMP2        | 38  | Jota                      | Anthony Davidson António Félix da Costa Roberto González | Gibson GK428 4.2 L V8         | G      | 160    | +2 ronden    |
| 6    | LMP2        | 28  | Jota                      | Tom Blomqvist Sean Gelael Stoffel Vandoorne              | Oreca 07                      | G      | 160    | +2 ronden    |
| 6    | LMP2        | 28  | Jota                      | Tom Blomqvist Sean Gelael Stoffel Vandoorne              | Gibson GK428 4.2 L V8         | G      | 160    | +2 ronden    |
| 7    | LMP2 Pro-Am | 29  | Racing Team Nederland     | Frits van Eerd Giedo van der Garde Job van Uitert        | Oreca 07                      | G      | 159    | +3 ronden    |
| 7    | LMP2 Pro-Am | 29  | Racing Team Nederland     | Frits van Eerd Giedo van der Garde Job van Uitert        | Gibson GK428 4.2 L V8         | G      | 159    | +3 ronden    |
| 8    | LMP2        | 34  | Inter Europol Competition | Alex Brundle Jakub Śmiechowski Renger van der Zande      | Oreca 07                      | G      | 159    | +3 ronden    |
| 8    | LMP2        | 34  | Inter Europol Competition | Alex Brundle Jakub Śmiechowski Renger van der Zande      | Gibson GK428 4.2 L V8         | G      | 159    | +3 ronden    |
| 9    | LMP2 Pro-Am | 70  | Realteam Racing           | Loïc Duval Esteban Garcia Norman Nato                    | Oreca 07                      | G      | 158    | +4 ronden    |
| 9    | LMP2 Pro-Am | 70  | Realteam Racing           | Loïc Duval Esteban Garcia Norman Nato                    | Gibson GK428 4.2 L V8         | G      | 158    | +4 ronden    |
| 10   | LMP2        | 21  | DragonSpeed USA           | Ben Hanley Henrik Hedman Juan Pablo Montoya              | Oreca 07                      | G      | 158    | +4 ronden    |
| 10   | LMP2        | 21  | DragonSpeed USA           | Ben Hanley Henrik Hedman Juan Pablo Montoya              | Gibson GK428 4.2 L V8         | G      | 158    | +4 ronden    |
| 11   | LMP2        | 1   | Richard Mille Racing Team | Tatiana Calderón Sophia Flörsch Beitske Visser           | Oreca 07                      | G      | 158    | +4 ronden    |
| 11   | LMP2        | 1   | Richard Mille Racing Team | Tatiana Calderón Sophia Flörsch Beitske Visser           | Gibson GK428 4.2 L V8         | G      | 158    | +4 ronden    |
| 12   | LMP2 Pro-Am | 20  | High Class Racing         | Dennis Andersen Anders Fjordbach Jan Magnussen           | Oreca 07                      | G      | 157    | +5 ronden    |
| 12   | LMP2 Pro-Am | 20  | High Class Racing         | Dennis Andersen Anders Fjordbach Jan Magnussen           | Gibson GK428 4.2 L V8         | G      | 157    | +5 ronden    |
| 13   | LMP2 Pro-Am | 25  | G-Drive Racing            | Rui Andrade John Falb Roberto Merhi                      | Aurus 01                      | G      | 157    | +5 ronden    |
| 13   | LMP2 Pro-Am | 25  | G-Drive Racing            | Rui Andrade John Falb Roberto Merhi                      | Gibson GK428 4.2 L V8         | G      | 157    | +5 ronden    |
| 14   | LMP2 Pro-Am | 24  | PR1 Motorsports           | Gabriel Aubry Patrick Kelly Simon Trummer                | Oreca 07                      | G      | 157    | +5 ronden    |
| 14   | LMP2 Pro-Am | 24  | PR1 Motorsports           | Gabriel Aubry Patrick Kelly Simon Trummer                | Gibson GK428 4.2 L V8         | G      | 157    | +5 ronden    |
| 15   | LMGTE Pro   | 92  | Porsche GT Team           | Kévin Estre Neel Jani                                    | Porsche 911 RSR-19            | M      | 153    | +9 ronden    |
| 15   | LMGTE Pro   | 92  | Porsche GT Team           | Kévin Estre Neel Jani                                    | Porsche 4.2 L Flat-6          | M      | 153    | +9 ronden    |
| 16   | LMGTE Pro   | 51  | AF Corse                  | James Calado Alessandro Pier Guidi                       | Ferrari 488 GTE Evo           | M      | 153    | +9 ronden    |
| 16   | LMGTE Pro   | 51  | AF Corse                  | James Calado Alessandro Pier Guidi                       | Ferrari F154CB 3.9 L Turbo V8 | M      | 153    | +9 ronden    |
| 17   | LMGTE Pro   | 52  | AF Corse                  | Miguel Molina Daniel Serra                               | Ferrari 488 GTE Evo           | M      | 153    | +9 ronden    |
| 17   | LMGTE Pro   | 52  | AF Corse                  | Miguel Molina Daniel Serra                               | Ferrari F154CB 3.9 L Turbo V8 | M      | 153    | +9 ronden    |
| 18   | LMGTE Pro   | 63  | Corvette Racing           | Antonio García Oliver Gavin                              | Chevrolet Corvette C8.R       | M      | 152    | +10 ronden   |
| 18   | LMGTE Pro   | 63  | Corvette Racing           | Antonio García Oliver Gavin                              | Chevrolet 5.5 L V8            | M      | 152    | +10 ronden   |
| 19   | LMGTE Pro   | 91  | Porsche GT Team           | Gianmaria Bruni Richard Lietz                            | Porsche 911 RSR-19            | M      | 152    | +10 ronden   |
| 19   | LMGTE Pro   | 91  | Porsche GT Team           | Gianmaria Bruni Richard Lietz                            | Porsche 4.2 L Flat-6          | M      | 152    | +10 ronden   |
| 20   | LMGTE Am    | 83  | AF Corse                  | Nicklas Nielsen François Perrodo Alessio Rovera          | Ferrari 488 GTE Evo           | M      | 152    | +10 ronden   |
| 20   | LMGTE Am    | 83  | AF Corse                  | Nicklas Nielsen François Perrodo Alessio Rovera          | Ferrari F154CB 3.9 L Turbo V8 | M      | 152    | +10 ronden   |
| 21   | LMGTE Am    | 33  | TF Sport                  | Felipe Fraga Ben Keating Dylan Pereira                   | Aston Martin Vantage AMR      | M      | 152    | +10 ronden   |
| 21   | LMGTE Am    | 33  | TF Sport                  | Felipe Fraga Ben Keating Dylan Pereira                   | Aston Martin 4.0 L Turbo V8   | M      | 152    | +10 ronden   |
| 22   | LMGTE Am    | 47  | Cetliar Racing            | Antonio Fuoco Roberto Lacorte Giorgio Sernagiotto        | Ferrari 488 GTE Evo           | M      | 151    | +11 ronden   |
| 22   | LMGTE Am    | 47  | Cetliar Racing            | Antonio Fuoco Roberto Lacorte Giorgio Sernagiotto        | Ferrari F154CB 3.9 L Turbo V8 | M      | 151    | +11 ronden   |
| 23   | LMGTE Am    | 54  | AF Corse                  | Francesco Castellacci Giancarlo Fisichella Thomas Flohr  | Ferrari 488 GTE Evo           | M      | 151    | +11 ronden   |
| 23   | LMGTE Am    | 54  | AF Corse                  | Francesco Castellacci Giancarlo Fisichella Thomas Flohr  | Ferrari F154CB 3.9 L Turbo V8 | M      | 151    | +11 ronden   |
| 24   | LMGTE Am    | 88  | Dempsey-Proton Racing     | Andrew Haryanto Alessio Picariello Marco Seefried        | Porsche 911 RSR-19            | M      | 151    | +11 ronden   |
| 24   | LMGTE Am    | 88  | Dempsey-Proton Racing     | Andrew Haryanto Alessio Picariello Marco Seefried        | Porsche 4.2 L Flat-6          | M      | 151    | +11 ronden   |
| 25   | LMGTE Am    | 98  | Aston Martin Racing       | Paul Dalla Lana Augusto Farfus Marcos Gomes              | Aston Martin Vantage AMR      | M      | 151    | +11 ronden   |
| 25   | LMGTE Am    | 98  | Aston Martin Racing       | Paul Dalla Lana Augusto Farfus Marcos Gomes              | Aston Martin 4.0 L Turbo V8   | M      | 151    | +11 ronden   |
| 26   | LMGTE Am    | 777 | D'Station Racing          | Tomonobu Fujii Satoshi Hoshino Andrew Watson             | Aston Martin Vantage AMR      | M      | 150    | +12 ronden   |
| 26   | LMGTE Am    | 777 | D'Station Racing          | Tomonobu Fujii Satoshi Hoshino Andrew Watson             | Aston Martin 4.0 L Turbo V8   | M      | 150    | +12 ronden   |
| 27   | LMGTE Am    | 85  | Iron Lynx                 | Rahel Frey Manuela Gostner Katherine Legge               | Ferrari 488 GTE Evo           | M      | 150    | +13 ronden   |
| 27   | LMGTE Am    | 85  | Iron Lynx                 | Rahel Frey Manuela Gostner Katherine Legge               | Ferrari F154CB 3.9 L Turbo V8 | M      | 150    | +13 ronden   |
| 28   | LMGTE Am    | 60  | Iron Lynx                 | Matteo Cressoni Andrea Piccini Claudio Schiavoni         | Ferrari 488 GTE Evo           | M      | 149    | +14 ronden   |
| 28   | LMGTE Am    | 60  | Iron Lynx                 | Matteo Cressoni Andrea Piccini Claudio Schiavoni         | Ferrari F154CB 3.9 L Turbo V8 | M      | 149    | +14 ronden   |
| 29   | LMP2        | 31  | Team WRT                  | Robin Frijns Ferdinand Habsburg Charles Milesi           | Oreca 07                      | G      | 127    | +35 ronden   |
| 29   | LMP2        | 31  | Team WRT                  | Robin Frijns Ferdinand Habsburg Charles Milesi           | Gibson GK428 4.2 L V8         | G      | 127    | +35 ronden   |
| DNF  | LMGTE Am    | 77  | Dempsey-Proton Racing     | Matt Campbell Jaxon Evans Christian Ried                 | Porsche 911 RSR-19            | M      | 138    | Uitgevallen  |
| DNF  | LMGTE Am    | 77  | Dempsey-Proton Racing     | Matt Campbell Jaxon Evans Christian Ried                 | Porsche 4.2 L Flat-6          | M      | 138    | Uitgevallen  |
| DNF  | LMP2        | 26  | G-Drive Racing            | Franco Colapinto Roman Roesinov Nyck de Vries            | Aurus 01                      | G      | 125    | Uitgevallen  |
| DNF  | LMP2        | 26  | G-Drive Racing            | Franco Colapinto Roman Roesinov Nyck de Vries            | Gibson GK428 4.2 L V8         | G      | 125    | Uitgevallen  |
| DNF  | LMGTE Am    | 86  | GR Racing                 | Ben Barker Tom Gamble Michael Wainwright                 | Porsche 911 RSR-19            | M      | 0      | Uitgevallen  |
| DNF  | LMGTE Am    | 86  | GR Racing                 | Ben Barker Tom Gamble Michael Wainwright                 | Porsche 4.2 L Flat-6          | M      | 0      | Uitgevallen  |
| DNF  | LMP2 Pro-Am | 44  | ARC Bratislava            | Darren Burke Tom Jackson Miroslav Konôpka                | Ligier JS P217                | G      | 0      | Uitgevallen  |
| DNF  | LMP2 Pro-Am | 44  | ARC Bratislava            | Darren Burke Tom Jackson Miroslav Konôpka                | Gibson GK428 4.2 L V8         | G      | 0      | Uitgevallen  |
| DNS  | LMGTE Am    | 56  | Team Project 1            | Matteo Cairoli Egidio Perfetti Riccardo Pera             | Porsche 911 RSR-19            | M      | 0      | Niet gestart |
| DNS  | LMGTE Am    | 56  | Team Project 1            | Matteo Cairoli Egidio Perfetti Riccardo Pera             | Porsche 4.2 L Flat-6          | M      | 0      | Niet gestart |

## Tussenstanden na wedstrijd
Hypercar (coureurs)
| Pos | Coureur                                          | Punten |
| --- | ------------------------------------------------ | ------ |
| 1   | Sébastien Buemi Brendon Hartley Kazuki Nakajima  | 25     |
| 2   | Nicolas Lapierre André Negrão Matthieu Vaxivière | 18     |
| 3   | Mike Conway Kamui Kobayashi José María López     | 15     |

Hypercar (constructeurs)
| Pos | Team                | Punten |
| --- | ------------------- | ------ |
| 1   | Toyota Gazoo Racing | 26     |
| 2   | Alpine Elf Matmut   | 18     |

LMGTE (coureurs)
| Pos | Coureur                                         | Punten |
| --- | ----------------------------------------------- | ------ |
| 1   | Kévin Estre Neel Jani                           | 26     |
| 2   | James Calado Alessandro Pier Guidi              | 18     |
| 3   | Miguel Molina Daniel Serra                      | 15     |
| 4   | Gianmaria Bruni Richard Lietz                   | 12     |
| 5   | Nicklas Nielsen François Perrodo Alessio Rovera | 10     |

LMGTE (constructeurs)
| Pos | Constructeur | Punten |
| --- | ------------ | ------ |
| 1   | Porsche      | 38     |
| 2   | Ferrari      | 33     |

LMP2 (coureurs)
| Pos | Coureur                                                  | Punten |
| --- | -------------------------------------------------------- | ------ |
| 1   | Filipe Albuquerque Philip Hanson Fabio Scherer           | 26     |
| 2   | Anthony Davidson António Félix da Costa Roberto González | 18     |
| 3   | Tom Blomqvist Sean Gelael Stoffel Vandoorne              | 15     |
| 4   | Frits van Eerd Giedo van der Garde Job van Uitert        | 12     |
| 5   | Alex Brundle Jakub Śmiechowski Renger van der Zande      | 10     |

LMP2 (teams)
| Pos | Nr | Team                      | Punten |
| --- | -- | ------------------------- | ------ |
| 1   | 22 | United Autosports USA     | 26     |
| 2   | 38 | Jota                      | 18     |
| 3   | 28 | Jota                      | 15     |
| 4   | 29 | Racing Team Nederland     | 12     |
| 5   | 34 | Inter Europol Competition | 0      |

LMP2 Pro-Am (coureurs)
| Pos | Coureur                                           | Punten |
| --- | ------------------------------------------------- | ------ |
| 1   | Frits van Eerd Giedo van der Garde Job van Uitert | 26     |
| 2   | Loïc Duval Esteban Garcia Norman Nato             | 18     |
| 3   | Ben Hanley Henrik Hedman Juan Pablo Montoya       | 15     |
| 4   | Dennis Andersen Anders Fjordbach Jan Magnussen    | 12     |
| 5   | Darren Burke Tom Jackson Miroslav Konôpka         | 10     |

LMP2 Pro-Am (teams)
| Pos | Nr | Team                  | Punten |
| --- | -- | --------------------- | ------ |
| 1   | 29 | Racing Team Nederland | 26     |
| 2   | 70 | Realteam Racing       | 18     |
| 3   | 21 | DragonSpeed USA       | 15     |
| 4   | 20 | High Class Racing     | 12     |
| 5   | 44 | ARC Bratislava        | 10     |

LMGTE Am (coureurs)
| Pos | Coureur                                                 | Punten |
| --- | ------------------------------------------------------- | ------ |
| 1   | Nicklas Nielsen François Perrodo Alessio Rovera         | 25     |
| 2   | Felipe Fraga Ben Keating Dylan Pereira                  | 19     |
| 3   | Antonio Fuoco Roberto Lacorte Giorgio Sernagiotto       | 15     |
| 4   | Francesco Castellacci Giancarlo Fisichella Thomas Flohr | 12     |
| 5   | Andrew Haryanto Alessio Picariello Marco Seefried       | 10     |

LMGTE Am (teams)
| Pos | Nr | Team                  | Punten |
| --- | -- | --------------------- | ------ |
| 1   | 83 | AF Corse              | 25     |
| 2   | 33 | TF Sport              | 19     |
| 3   | 47 | Cetilar Racing        | 15     |
| 4   | 54 | AF Corse              | 12     |
| 5   | 88 | Dempsey-Proton Racing | 10     |